# Sentius Augurinus
Sentius Augurinus (1. század - 2. század) római költő
Ifjabb Plinius barátja volt, aki munkájában több helyen is említést tesz róla. Költői életműve szinte teljes egészében elveszett, egyetlen versének egy töredékét Plinius egyik levele tartotta fenn (Epistolaes 4, 27).